# University of Texas at Austin Women's Volleyball 2023
Questa voce raccoglie le informazioni riguardanti la University of Texas at Austin Women's Volleyball nella stagione 2023.

## Stagione
La University of Texas at Austin partecipa alla Big 12 Conference per la ventottesima volta, conquistando il sedicesimo titolo di conference della sua storia.
Partecipa al torneo NCAA Division I come testa di serie numero 2. Ospita pertanto i primi due turni della fase regionale, sconfiggendo la Texas A&M e la Southern Methodist. Alle Sweet sixteen impiega cinque set per piegare la Tennessee, prima di eliminare in quattro set le padrone di casa della Stanford.
Durante la Final four vince l'incontro di semifinale contro la Wisconsin in quattro set, conquistando il quarto titolo nazionale (il secondo consecutivo) della propria storia con un secco 3-0 ai danni della Nebraska.

## Organigramma societario
Area direttiva
- Presidente: Chris Del Conte

Area organizzativa
- Direttore delle operazioni: Nathan Mendoza

Area tecnica
- Allenatore: Jerritt Elliott
- Allenatore associato: Erik Sullivan, David Hunt
- Coordinatore tecnico: Erik Sullivan
- Assistente allenatore: Cursty Jackson
- Coordinatore reclutamento: Cursty Jackson
- Preparatore atletico: DeAnn Koehler, Donnie Maib

## Rosa
| N° | Nome                | Ruolo | Data di nascita   | Nazionalità sportiva | Anno      |
| -- | ------------------- | ----- | ----------------- | -------------------- | --------- |
| 1  | Ella Swindle        | P     | -                 | Stati Uniti          | Freshman  |
| 2  | Emma Halter         | L     | -                 | Stati Uniti          | Sophomore |
| 4  | Sydney Helmers      | S     | -                 | Stati Uniti          | Freshman  |
| 5  | Isabella Bergmark   | C     | 5 settembre 2000  | Stati Uniti          | Senior    |
| 6  | Madisen Skinner     | S     | 1º luglio 2001    | Stati Uniti          | Junior    |
| 7  | Asjia O'Neal        | C     | 23 ottobre 1999   | Stati Uniti          | Senior    |
| 8  | Auburn Tomkinson    | O     | -                 | Stati Uniti          | Freshman  |
| 9  | Kenna Miller        | S     | -                 | Stati Uniti          | Freshman  |
| 10 | Carissa Barnes      | L     | -                 | Stati Uniti          | Senior    |
| 11 | Marianna Singletary | C     | 8 ottobre 2004    | Stati Uniti          | Freshman  |
| 12 | Keonilei Akana      | L     | 19 settembre 2001 | Stati Uniti          | Junior    |
| 13 | Jenna Wenaas        | S     | 28 giugno 2001    | Stati Uniti          | Junior    |
| 14 | Jordyn Byrd         | S     | -                 | Stati Uniti          | Freshman  |
| 15 | Molly Phillips      | O     | 31 gennaio 2001   | Stati Uniti          | Senior    |
| 19 | Reilly Heinrich     | L     | -                 | Stati Uniti          | Junior    |
| 22 | Marina Crownover    | P     | 22 aprile 2004    | Stati Uniti          | Freshman  |
| 44 | Devin Kahahawai     | S     | 22 marzo 2004     | Stati Uniti          | Sophomore |
| 55 | Nya Bunton          | C     | 5 maggio 2005     | Stati Uniti          | Freshman  |

## Mercato
| Acquisti | Acquisti         | Acquisti                 | Acquisti   |
| R.       | Nome             | da                       | Modalità   |
| -------- | ---------------- | ------------------------ | ---------- |
| L        | Carissa Barnes   | Texas A&M Corpus Christi | definitivo |
| C        | Nya Bunton       | duPont Manual HS         | definitivo |
| S        | Jordyn Byrd      | Cardinal Mooney HS       | definitivo |
| S        | Sydney Helmers   | Assumption HS            | definitivo |
| P        | Ella Swindle     | Rock Bridge HS           | definitivo |
| O        | Auburn Tomkinson | Carlsbad HS              | definitivo |
| S        | Jenna Wenaas     | Minnesota                | definitivo |

| Cessioni | Cessioni                 | Cessioni             | Cessioni   |
| R.       | Nome                     | a                    | Modalità   |
| -------- | ------------------------ | -------------------- | ---------- |
| P        | Jenna Ewert              | Suhl                 | definitivo |
| P        | Saige Ka'aha'aina-Torres | Changas de Naranjito | definitivo |
| S        | Melanie Parra            | Texas Christian      | definitivo |
| C        | DeAndra Pierce           | Georgia Tech         | definitivo |

## Statistiche

### Statistiche di squadra
| Competizione                      | Punti | In casa | In casa | In casa | In trasferta | In trasferta | In trasferta | Campo neutro | Campo neutro | Campo neutro | Totale | Totale | Totale |
| Competizione                      | Punti | G       | V       | P       | G            | V            | P            | G            | V            | P            | G      | V      | P      |
| --------------------------------- | ----- | ------- | ------- | ------- | ------------ | ------------ | ------------ | ------------ | ------------ | ------------ | ------ | ------ | ------ |
| Big 12 Conference NCAA Division I | .875  | 16      | 14      | 2       | 12           | 10           | 2            | 4            | 4            | 0            | 32     | 28     | 4      |
| Totale                            | .875  | 16      | 14      | 2       | 12           | 10           | 2            | 4            | 4            | 0            | 32     | 28     | 4      |

G = partite giocate; V = partite vinte; P = partite perse

### Statistiche dei giocatori
| Giocatrice    | Big 12 Conference NCAA Division I | Big 12 Conference NCAA Division I | Big 12 Conference NCAA Division I | Big 12 Conference NCAA Division I | Big 12 Conference NCAA Division I | Totale | Totale | Totale | Totale | Totale |
| Giocatrice    | P                                 | PT                                | AV                                | MV                                | BV                                | P      | PT     | AV     | MV     | BV     |
| ------------- | --------------------------------- | --------------------------------- | --------------------------------- | --------------------------------- | --------------------------------- | ------ | ------ | ------ | ------ | ------ |
| K. Akana      | 32                                | 33                                | 0                                 | 0                                 | 33                                | 32     | 33     | 0      | 0      | 33     |
| C. Barnes     | 32                                | 23                                | 1                                 | 0                                 | 22                                | 32     | 23     | 1      | 0      | 22     |
| I. Bergmark   | 32                                | 200                               | 137                               | 63                                | 0                                 | 32     | 200    | 137    | 63     | 0      |
| M. Crownover  | 10                                | 0                                 | 0                                 | 0                                 | 0                                 | 10     | 0      | 0      | 0      | 0      |
| E. Halter     | 32                                | 39                                | 1                                 | 0                                 | 38                                | 32     | 39     | 1      | 0      | 38     |
| R. Heinrich   | 10                                | 1                                 | 0                                 | 0                                 | 1                                 | 10     | 1      | 0      | 0      | 1      |
| D. Kahahawai  | 17                                | 51,5                              | 42                                | 9,5                               | 0                                 | 17     | 51,5   | 42     | 9,5    | 0      |
| K. Miller     | 8                                 | 4,5                               | 4                                 | 0,5                               | 0                                 | 8      | 4,5    | 4      | 0,5    | 0      |
| A. O'Neal     | 29                                | 310                               | 199                               | 87                                | 24                                | 29     | 310    | 199    | 87     | 24     |
| M. Phillips   | 32                                | 215                               | 167                               | 46                                | 2                                 | 32     | 215    | 167    | 46     | 2      |
| M. Singletary | 15                                | 32,5                              | 23                                | 9,5                               | 0                                 | 15     | 32,5   | 23     | 9,5    | 0      |
| M. Skinner    | 32                                | 631,5                             | 547                               | 38,5                              | 46                                | 32     | 631,5  | 547    | 38,5   | 46     |
| E. Swindle    | 32                                | 174                               | 96                                | 48                                | 30                                | 32     | 174    | 96     | 48     | 30     |
| J. Wenaas     | 32                                | 340                               | 313                               | 27                                | 0                                 | 32     | 340    | 313    | 27     | 0      |

P = presenze; PT = punti totali; AV = attacchi vincenti; MV = muri vincenti; BV = battute vincenti

NB: I muri singoli valgono una unità di punto, mentre i muri doppi e tripli valgono mezza unità di punto; anche i giocatori nel ruolo di libero sono impegnati al servizio